# フランツ・シーマー
フランツ・シーマー（Franz Schiemer, 1986年3月21日 - ）は、オーストリア・オーバーエスターライヒ州・ハーク・アム・ハウシュルック出身の元同国代表サッカー選手、現サッカー指導者。現役時代のポジションはディフェンダー。

## 経歴
2005年までエアステリーガ（オーストリア2部）に属していたSVリートの育成部門、サテライトチームを経由してトップチームに昇格。18歳の若さでスタメンに定着し、同リーグでの優勝、そしてオーストリア・ブンデスリーガへの昇格に貢献した。
その後オーストリア・ブンデスリーガのFKアウストリア・ヴィーンへ移籍。スタメンに定着した。
オーストリア代表レベルではUEFA U-17欧州選手権3位などを果たし、2007年10月のスイス戦で21歳の若さでA代表初出場。コートジボワール代表戦ではディディエ・ドログバを完全に抑え込み、若手ながらも国際レベルで通用する事を証明する。2009年9月9日のルーマニア戦で代表初ゴールを記録。
2006－07シーズンにはオーストリア・ブンデスリーガ最優秀選手賞で2位となった。
レッドブル・ザルツブルクでプレーしていた2014年12月14日、現役を引退することを表明した。
2016年1月より、エアステリーガに所属するFCリーフェリングのアシスタントコーチに就任した。翌年2月13日、古巣であるSVリートのスポーツディレクターに招聘された。

## タイトル
SVリート
- エアステリーガ : 2004-05

FKアウストリア・ヴィーン
- オーストリア・ブンデスリーガ : 2005-06
- オーストリア・カップ : 2006-07

FCレッドブル・ザルツブルク
- オーストリア・ブンデスリーガ  : 2009-10, 2011-12, 2013-14
- オーストリア・カップ : 2008-09, 2011-12, 2013-14

## 代表
オーストリア U-17
- UEFA U-17欧州選手権 3位 : 2003